# Paul Martens
Paul Martens (ur. 26 października 1983 w Rostocku) – niemiecki kolarz szosowy, zawodnik profesjonalnej grupy Team LottoNL-Jumbo. Z tym zespołem jest związany od 2008. Zawodowo jeździ od 2006.

## Najważniejsze osiągnięcia
2005
- 1. miejsce w mistrzostwach Niemiec (do lat 23, jazda ind. na czas)

2006
- 1. miejsce w Münsterland Giro
- 1. miejsce na 2. etapie Tour de Luxembourg

2007
- 2. miejsce w Ster Elektrotoer
  - 1. miejsce na 2. etapie

2008
- 78. miejsce w Giro d'Italia

2009
- 3. miejsce w GP Ouest-France

2010
- 1. miejsce w Grand Prix de Wallonie

2011
- 10. miejsce w La Flèche Wallonne
- 10. miejsce w Amstel Gold Race

2012
- 1. miejsce na 4. etapie Vuelta a Burgos

2013
- 1. miejsce na 1. etapie Volta ao Algarve
- 1. miejsce w Tour de Luxembourg